# Обикновен опах
Обикновните опахи (Lampris guttatus) са вид актиноптери от семейство Lampridae.Срещат се в Бразилия. 
Те са незастрашен вид.
Таксонът е описан за пръв път от Мортен Тране Брюних през 1788 година.